# Касикьяре

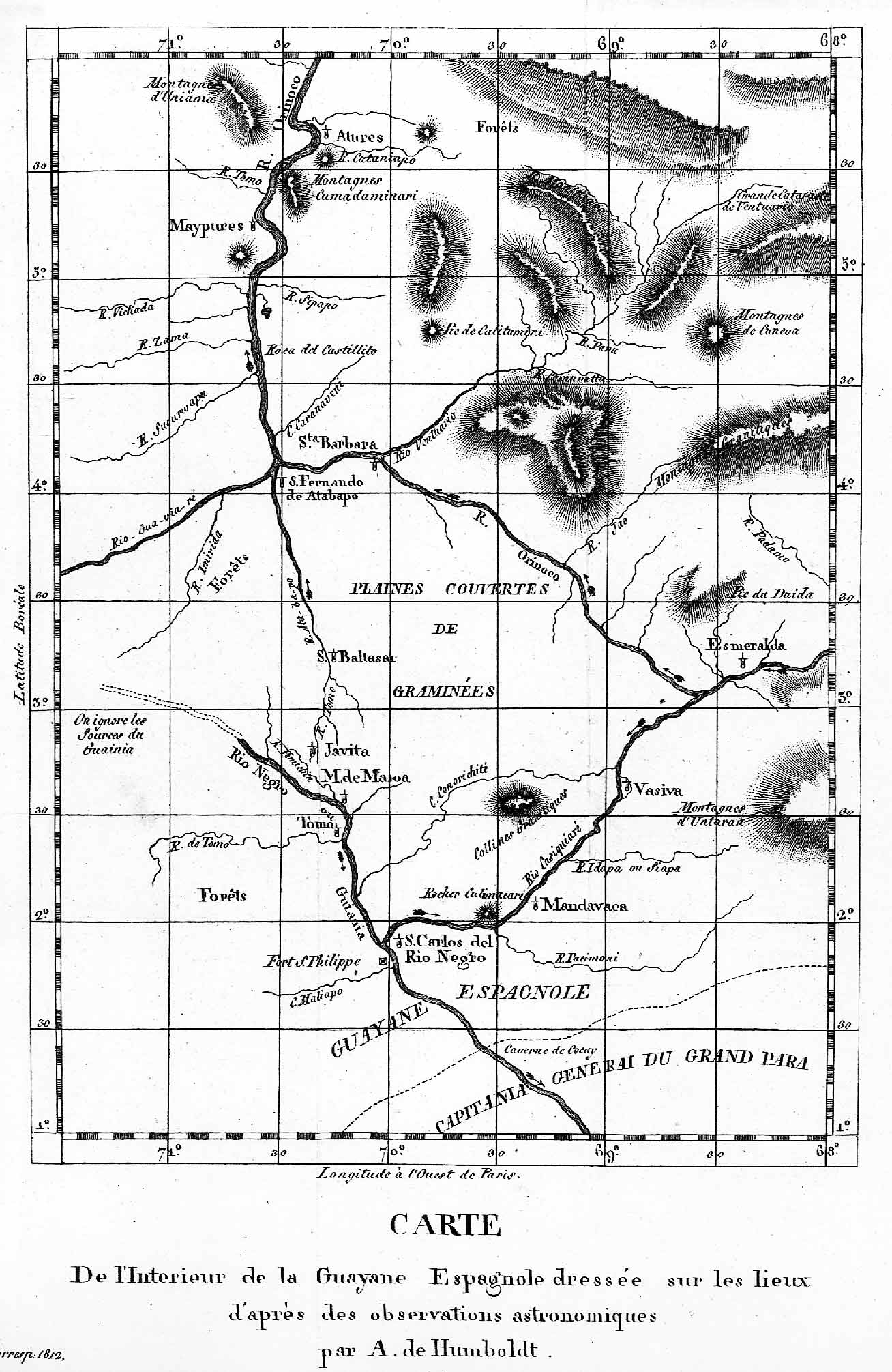
Карта Касикьяре Александра фон Гумбольдта

Касикья́ре (исп. Casiquiare) — река на юге Венесуэлы. Длина 326 км, площадь бассейна 42,3 тыс. км². Ответвляется от реки Ориноко, принимая приблизительно треть её стока, впадает в реку Риу-Негру (приток Амазонки). Классический пример бифуркации рек. Уклон реки — 0,1 м/км.

## История открытия европейцами
Первым о существовании естественного канала между бассейнами Ориноко и Амазонки сообщил в 1641 году священник-миссионер Акунья. Но неопровержимые данные о существовании реки добыл в 1799—1804 годах Александр фон Гумбольдт со своим коллегой, ботаником Эме Бонпланом.

## География
Касикьяре ответвляется от реки Ориноко в 14 км ниже по течению от поселения Ла-Эсмеральда (3°10′26″ с. ш. 65°32′48″ з. д.) на высоте около 123 метров над уровнем моря. Впадает в Риу-Негру, приток Амазонки, вблизи города Сан-Карлос-де-Рио-Негро на высоте 91 метр над уровнем моря.
Протекает на юго-запад. Длина составляет около 326 км. Её ширина на месте ответвления от Ориноко составляет примерно 91 м, скорость течения у истока 0,3 м/с, но так как в реку поступают воды из очень многочисленных больших и малых притоков, её скорость на всём маршруте увеличивается, и в сезон дождей достигает 3,6 м/с. Река существенно расширяется по мере приближению к устью, где ширина составляет 533 м.